# Schuppenrinden-Hickory

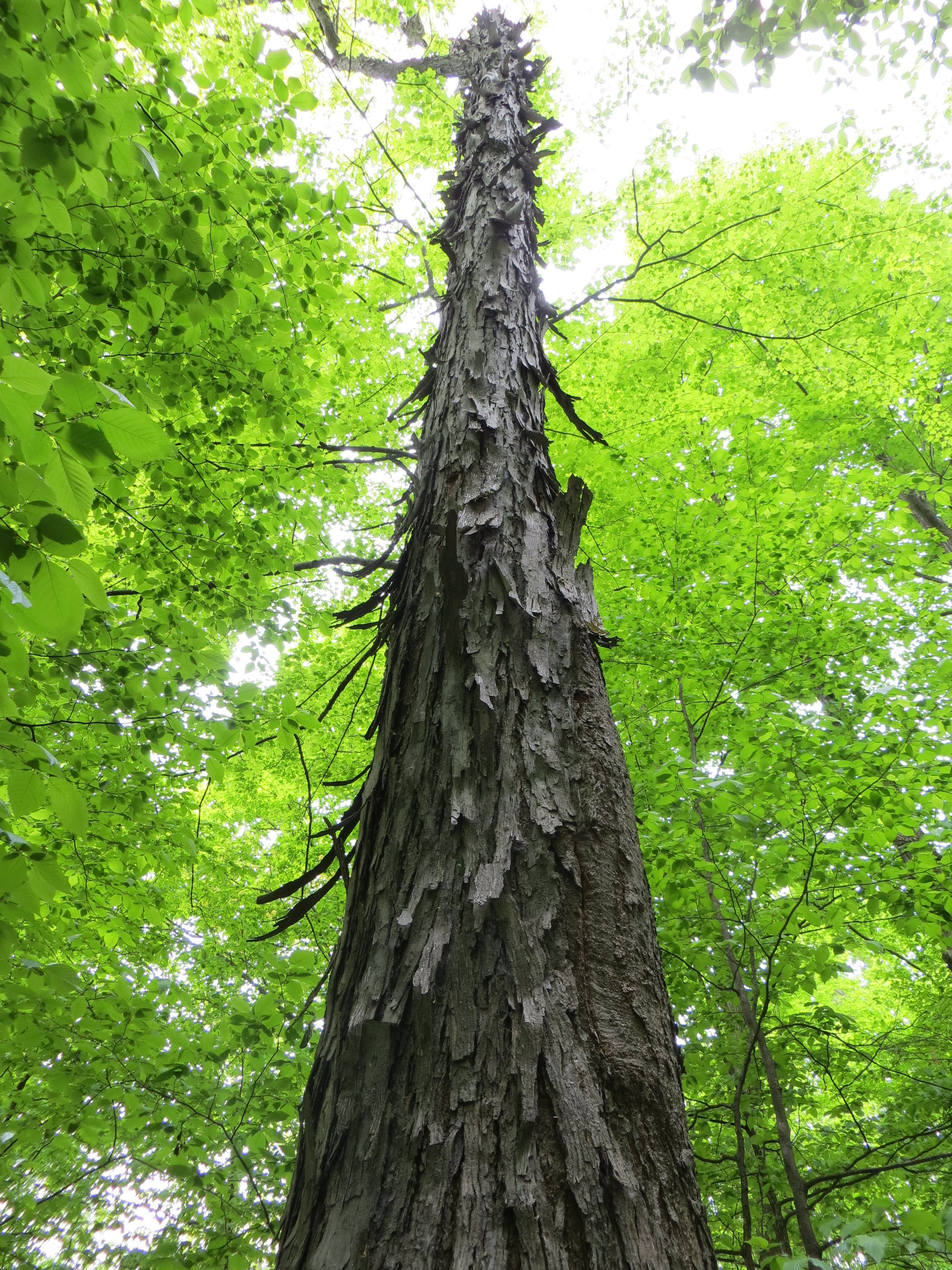
Typisch abblätternde Borke

Der Schuppenrinden-Hickory (Carya ovata), seltener auch Schindelborkiger Hickory oder Weiße(r) Hickory, ist eine Pflanzenart der Hickory (Carya) innerhalb der Familie der Walnussgewächse (Juglandaceae). Der Schuppenrinden-Hickory ist im östlichen Nordamerika beheimatet und dort unter der Bezeichnung Shagbark Hickory bekannt.

## Name
Andere, weitere fremdsprachige Trivialnamen für diesen Baum sind Carolina Hickory, Scalybark Hickory, Shellbark Hickory und Upland Hickory. Die italienische Bezeichnung lautet Hickory minore und die französische Carya blanc.
Die deutschen Bezeichnungen Schuppenrinden-Hickory und Schindelborkiger Hickory beziehen sich auf die charakteristische Borke, die in schuppen- und schindelartigen Streifen vom Stamm abblättert.
Die Art wird hin und wieder mit Carya laciniosa verwechselt, die ebenfalls mit Shellbark Hickory oder Shagbark Hickory bezeichnet wird. Diese bekommt ebenfalls eine ähnliche, abblätternde Borke, bevorzugt jedoch feuchtere Standorte und bringt größere Früchte hervor; daher rührt auch ihr Trivialname Königsnuss (Kingnut hickory).

## Beschreibung
Carya ovata ist ein sommergrüner, bis über 40 Meter hoher Laubbaum. Der Stammdurchmesser erreicht über 1 Meter. Die braun-graue bis gräulich, rissige Borke löst sich im Alter in schindelförmigen Streifen ab und gibt dem Baum sein typisches Aussehen.
Der Schuppenrinden-Hickory bildet eine tiefreichende Pfahlwurzel und gilt deshalb auf den meisten Standorten als sturmfest. Die Feinwurzeln bilden Ektomykorrhizen. Da die Sämlinge in den ersten drei Entwicklungsjahren die unverhältnismäßig lange Pfahlwurzel ausbilden, verharren die Schösslinge oberirdisch in einer starken Trägwüchsigkeit. Erst ab dem 10. Lebensjahr setzt zügiges Höhenwachstum ein. Sie kann bis 350 Jahre alt werden.
Die gestielten, unpaarig gefiederten Laubblätter sind bis zu 40 Zentimeter lang und besitzen 5 bis 7 Fiederblättchen. Die fast sitzenden bis kurz gestielten, eiförmigen bis verkehrt-eiförmigen oder elliptischen, spitzen bis zugespitzten, gesägten Blättchen sind bis 26 Zentimeter lang. Sie besitzen teils an den Sägezähnen sehr feine Haarbüschel.

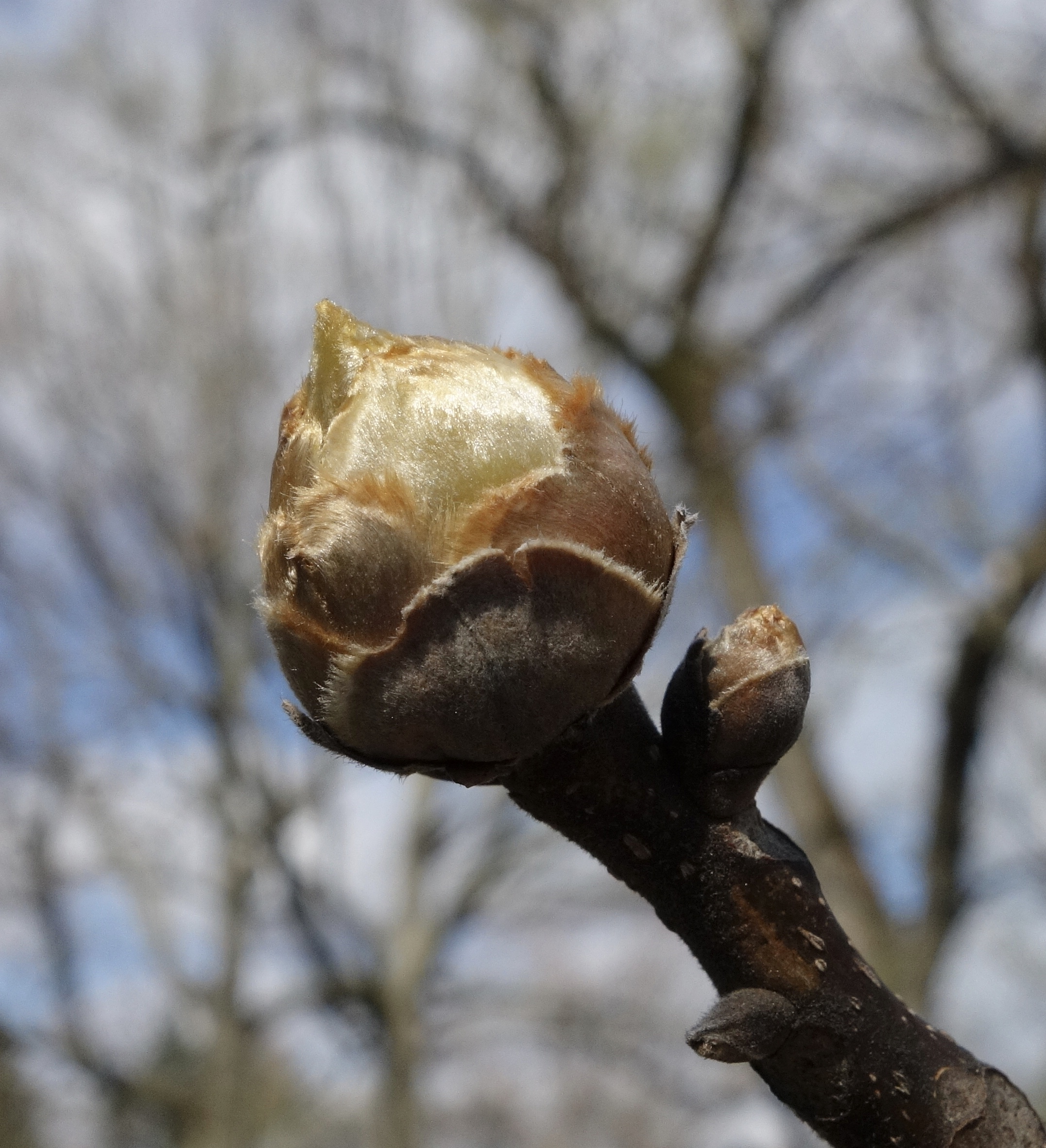
Knospe
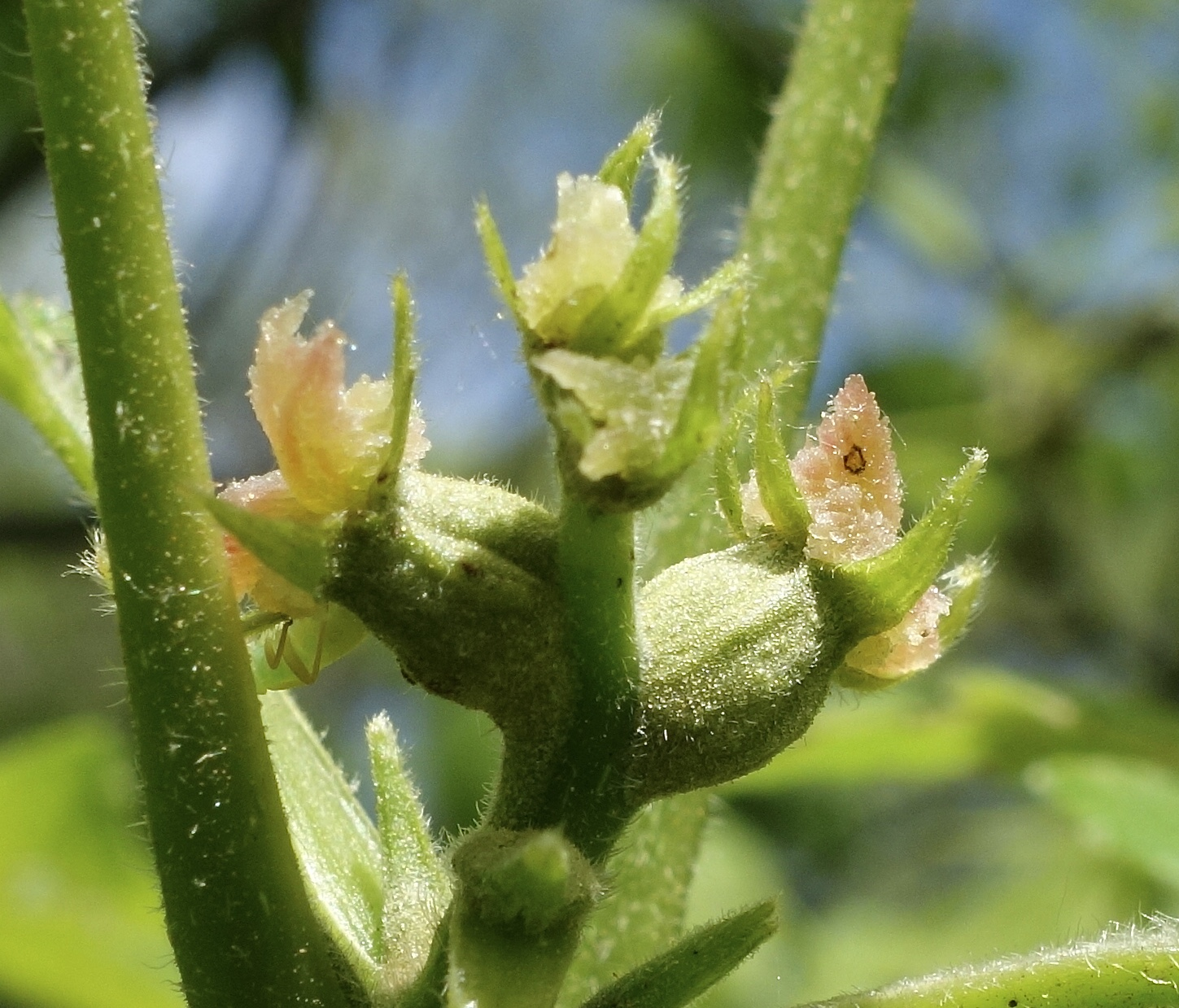
Weibliche Blüten
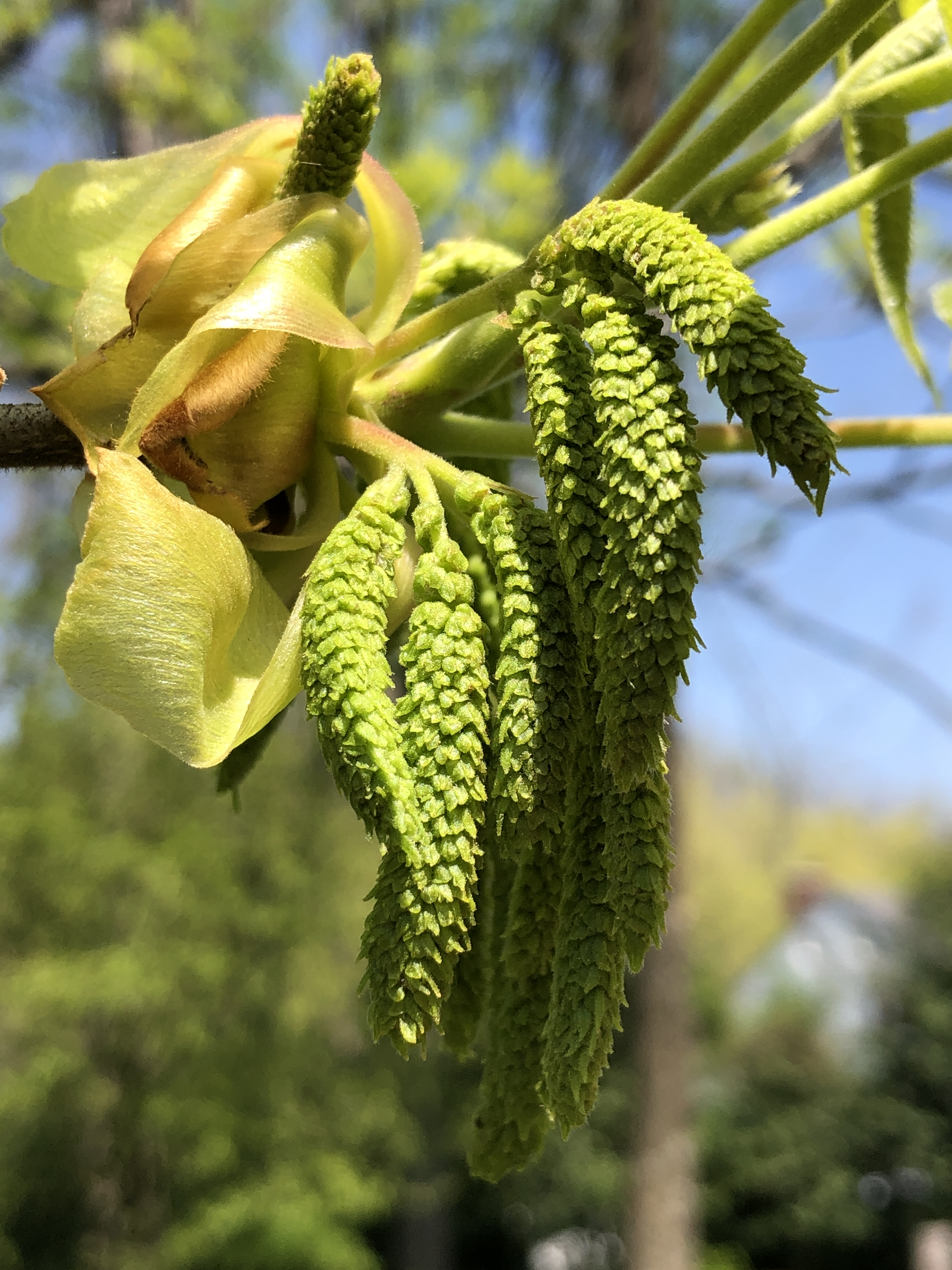
Männliche Blütenstände
Gefiedertes Laubblatt
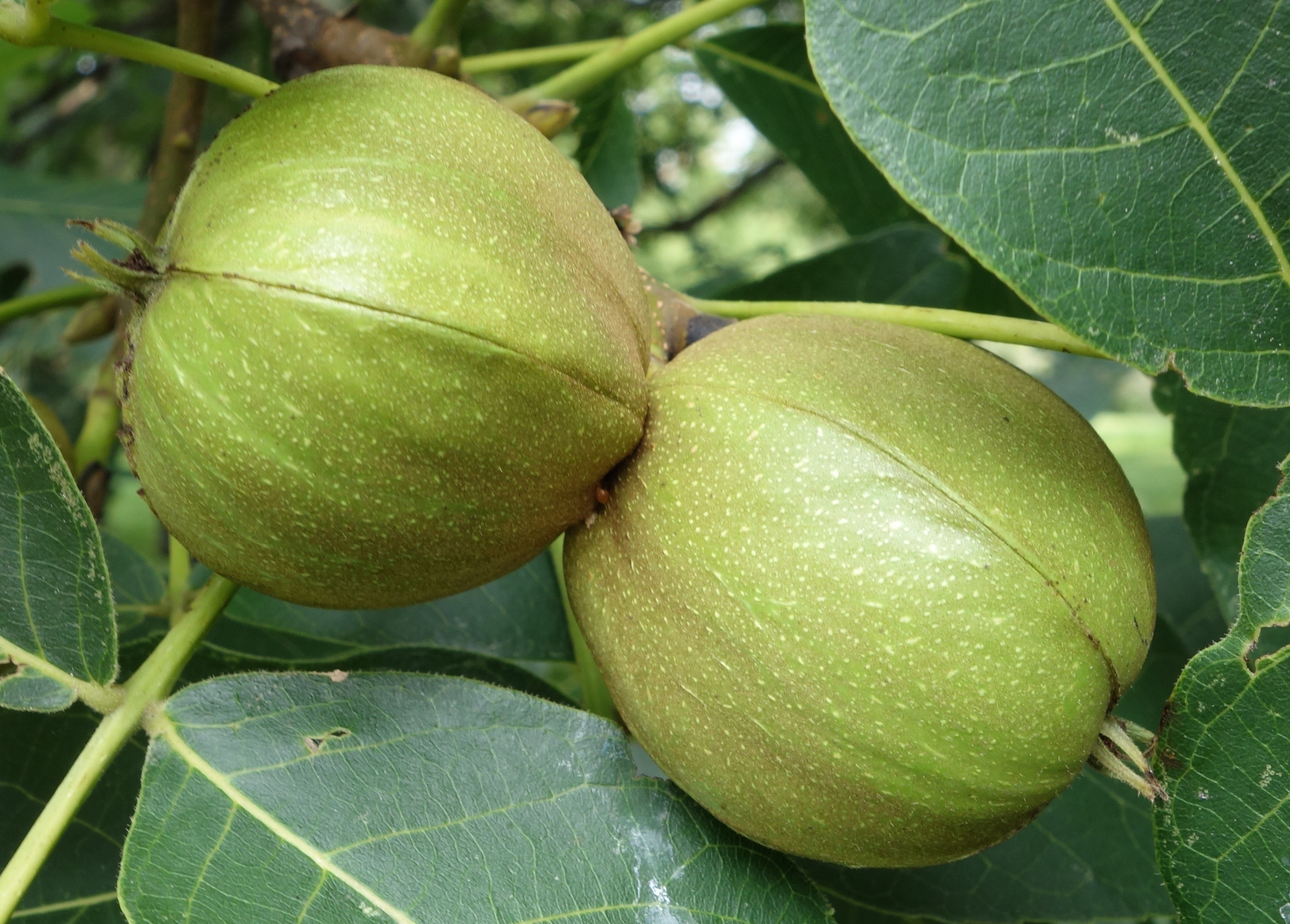
Frucht

## Vorkommen

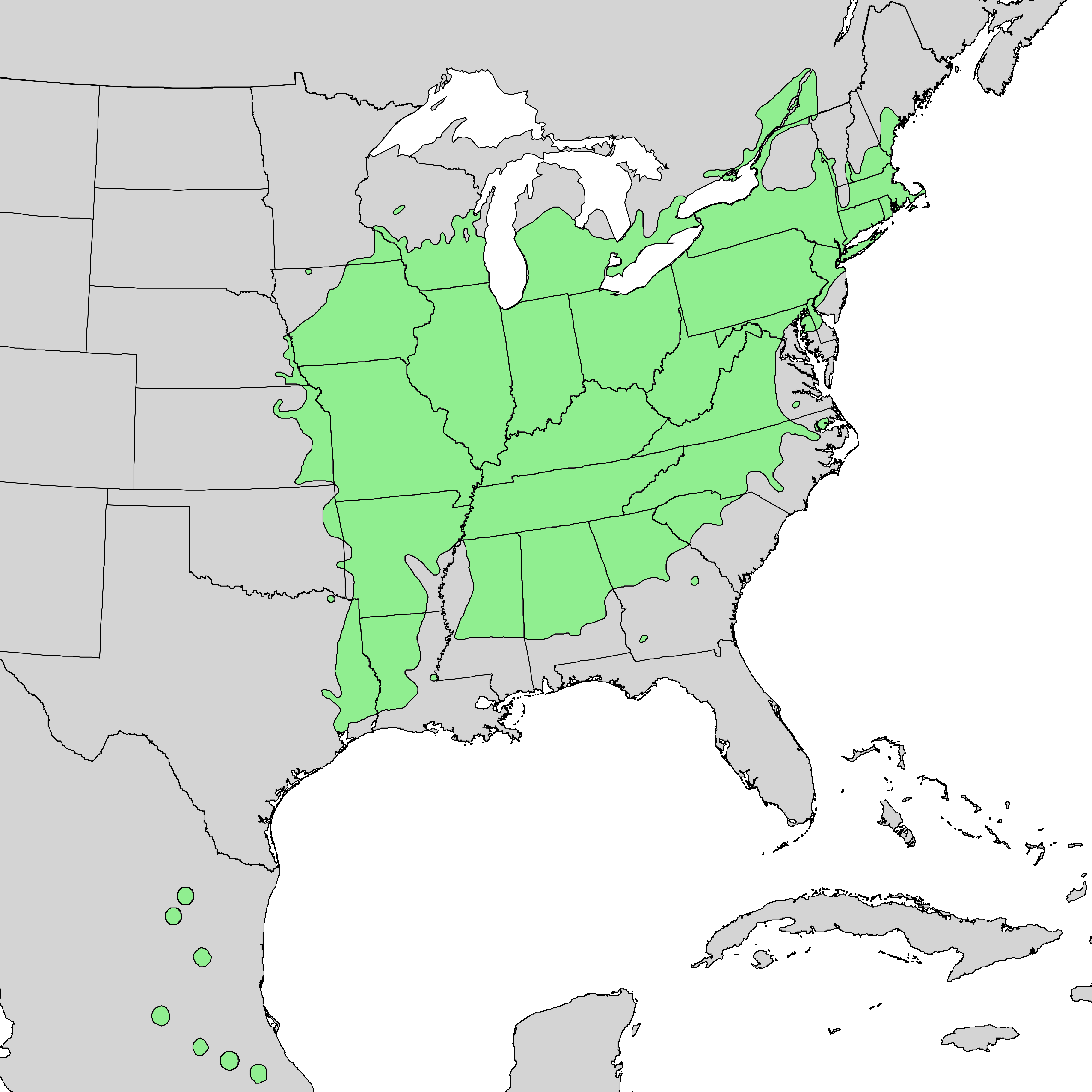
Natürliches Verbreitungsgebiet von Carya ovata

Das natürliche Verbreitungsgebiet ist beinahe der gesamte Osten der USA, wobei das Einzugsgebiet des Mississippi eine westliche Grenze bildet. Das Areal erstreckt sich von Südost-Minnesota über Südost-Nebraska bis nach Ost-Texas und Louisiana. In den USA gibt es in fast jedem Bundesstaat einen Ort namens Hickory, Hickory Flat, Hickory Grove, Hickory Township oder Hickory Valley. Die Stadt Hickory (North Carolina) beispielsweise ging aus einem alten Gasthaus unter einem Hickorybaum hervor, der „Hickory Tavern“.
Darüber hinaus kommt die Art im nordöstlichen Bergland von Mexiko vor. Der Schuppenrinden-Hickory verträgt Temperaturen bis −46 °C.
Seit 1911 wird die Schindelborkige Hickorynuss in den USA zur Holz- und Fruchtproduktion angepflanzt. Aufgrund der charakteristischen Borke dient die Hickoryart auch als attraktiver Park- und Zierbaum. Die Art ist in europäischen Sammlungen wie Botanischen Gärten und Arboreten vertreten. Der größte verzeichnete Schuppenrindenhickory Deutschlands mit 34,3 Metern Höhe steht im Botanischen Garten Bonn. Weitere Exemplare gibt es im Ratinger Poensgenpark (27,5 m), im Wörlitzer Park (24,4 m), im Park am Weißen See, im Fürst-Pückler-Park Branitz und im Arboretum Erbsland bei Mirow.

## Nutzung
Das besonders harte Holz dient zur Herstellung von Möbeln, Werkzeuggriffen, Drumsticks und Sportgeräten (Golf- und Baseballschläger). Die häufige Verwendung des harten Holzes zur Herstellung von Skier führte in Norwegen und Schweden zur Bezeichnung Skihickory (Bokmål) respektive Skidhickory (Schwedisch).
Die Früchte bzw. Nüsse sind essbar, ähnlich wie Pekannüsse.